# BRADIO
BRADIO (ブラディオ), est un groupe de rock japonais. Leur nom est l'acronyme de « Break the Rule And Do Image On », symbolisant leur volonté de briser la routine avec une image fun, pour apporter plus de positivité au monde. Les membres de BRADIO appellent leurs fans les Funky Party People (FPP).

## Biographie
En 2010, Takaaki Shingyoji et Yuki Tanabe des Movie Archives forment Bradio avec Soichi Ohyama (ex-Gold End), Ryosuke Sakai (ex-Gold End), et Takahiro Kitazawa (ex-Awesome Dude). Cette même année en décembre, ils sortent leur première démo et jouent leur premier concert. En avril 2012, ils publient une deuxième démo. En juin 2012, Kitazawa quitte le groupe.
Ils signent avec le label D&S Records et publient un premier mini-album, Diamond Pops, en octobre 2013. BRADIO publie un second mini-album, Swipe Times, en juillet 2014 sous le label Hero Music Entertainment. Leur premier single, Otona Hit Parade/Step In Time, est publié en novembre 2014. Au début de 2015, leur single, Flyers, est utilisé comme opening de Death Parade,,.
En novembre 2015, la chanson Hotel Alien est choisie comme opening pour l'anime Peeping Life Season 1??. Leur première ballade, Gift, est publiée le 1er juin 2016. Leur single Back to the Funk est publié le 2 novembre 2016. Leur deuxième album, Freedom, est publié le 15 février 2017.
Leur premier single chez une major (Warner Music Japan), La pa Paradise, est publié le 11 octobre 2017.
Le 15 janvier 2018, BRADIO annonce, sur leur site internet, que le batteur Yuki Tanabe quitte le groupe.

## Membres

### Membres actuels
- Takaaki Shingyoji (真行寺 貴秋?) - chant
- Soichi Ohyama' (大山 聡一?) - guitare, chant
- Ryosuke Sakai (酒井 亮輔?) - basse, chant

### Ancien membre
- Takahiro Kitazawa (北澤雄大?) - guitare
- Yuki Tanabe (田邊 有希?) - batterie, chant

## Discographie

### EP
- 2013 : Diamond Pops
- 2014 : Swipe Times
- 2018 : Dancin’

### Singles
- 2013 : Golden Liar
- 2014 : Take Me Higher
- 2014 : Overnight
- 2014 : Hit Parade
- 2015 : Flyers
- 2017 : Back to the Funk